# Церковь Рождества Христова (Чебоксары)
Церковь Рождества Христова или Церковь-часовня Рождества Христова — построенный в 2000 году храм в Чебоксарах, расположенный на центральной площади города — площади Республики.

## История
24 июня 1999 года храм был заложен Архиепископом Чебоксарским и Чувашским Варнавой 24 июня 1999 года на площади Республики, накануне празднования 2000-летия Рождества Христова.

24 июня 2000 года Высокопреосвященный Варнава совершил благодарственный молебен по случаю окончания строительства.

30 декабря 2000 года Архиепископ Варнава освятил престол храма в честь Пресветлого Рождества Христа Спасителя. 

Со дня освящения и до 2009 года церковь Рождества Христова была приписана Чебоксарскому Свято-Троицкому мужскому монастырю. 

С 2009 года храм получил статус епархиального. 

С сентября 2015 года приходской храм.

## Архитектура
Автор проекта Емельянов Н.Г.  За аналог взят проект храма святых страстотерпцев Бориса и Глеба на Арбатской площади (архитектор Вылегжанин Ю. С.), подаренный правительством Москвы.

Каменная одноглавая церковь-часовня с колокольней по центру основного объёма.
Роспись в церкви выполнена в 2015 году в византийском стиле.

## Святыни
Одной из главных святынь храма Рождества Христова является парсуна «Житие царевича Дмитрия Угличевского». Предание связывает появление этой иконы с именем бабушки по матери первого царя из рода Романовых — Михаила Фёдоровича. Насильно постриженная царем Борисом Годуновым в инокини в Чебоксарском Никольском девичьем монастыре в 1601 году бывшая княгиня Мария Шестова заказала иконописцам образ святого царевича Дмитрия Угличевского.

С 2000 года икона-парсуна находится в храме Рождества Христова г. Чебоксары.

## Интересные факты
- В советское время вместо церкви в этой части площади был расположен фонтан «Одуванчик» построенный в 1981 году (фонтаны такого типа сохранились, к примеру, в Саранске на улице Коммунистической и в Саратове на площади Кирова рядом с цирком)[7].
- После завершения строительства в городском обществе появилась шутка, что в Чебоксарах «…и Ленин в церковь пошёл»[8] (памятник Ленину расположен напротив церкви).
- 24 мая, в День памяти святых равноапостольных Кирилла и Мефодия, в городе Чебоксары ежегодно организуется крестный ход от кафедрального собора Введения во храм Пресвятой Богородицы до церкви Рождества Христова, а у храма Рождества Христова совершается молебен святым равноапостольным Кириллу и Мефодию[9][10].